# Pont de pierre (Gray)
Pour les articles homonymes, voir Pont de pierre.
Le pont de pierre est un pont à voûtes en maçonnerie franchissant la Saône à Gray.
L'édifice est cité à l'inventaire général du patrimoine culturel .

## Historique
Il est construit en 1647. Vers le milieu du XVIIIe siècle, des améliorations y sont apportées : élévation de ses arcades, création d'un double trottoir. Quatorze arches composent le pont. Trois arches de construction récente sont utilisées pour une écluse marinière.
Dès le Moyen Âge existait cependant un pont en bois sur la Saône à cet endroit : emporté plusieurs fois et plusieurs fois reconstruit, notamment entre 1358 et 1407, où il a été emporté par les glaces.
Entre 1735 et 1742, l'ingénieur Jean-François de Legouthail entreprend de nouveaux travaux par la création d'arches supplémentaires et la rénovation des passerelles en bois. En effet, à chaque extrémité du pont, des passerelles en bois facilement démontables permettaient d'y rompre facilement la circulation.
En 1785 sont créés l'écluse et le chemin de halage. Pour l'occasion, la passerelle en bois côté droit est détruite et 4 arches supplémentaires sont créées. Une travée métallique surplombe l'écluse, les bateaux ne disposant pas d'assez de place pour passer sous les arches. Ces travaux sont coordonnés par l'ingénieur Philippe Bertrand.
La passerelle côté gauche sera définitivement supprimée à l'occasion de l'assèchement du bras de la Saône, qui venait alors jusqu'à l'intersection de la rue Thiers et de la Rue de Belfort, entre 1818 et 1827, l'île présente sur ce bord de la rivière disparaissant ainsi.
Le pont est élargi ensuite entre 1842 et 1854. Il subsiste des traces de cet élargissement : sous les arches côté gauche, les pierres sont de couleur différente. À cette occasion est installé un parapet en fonte provenant des forges de Varigney. Ce parapet est toujours en place.

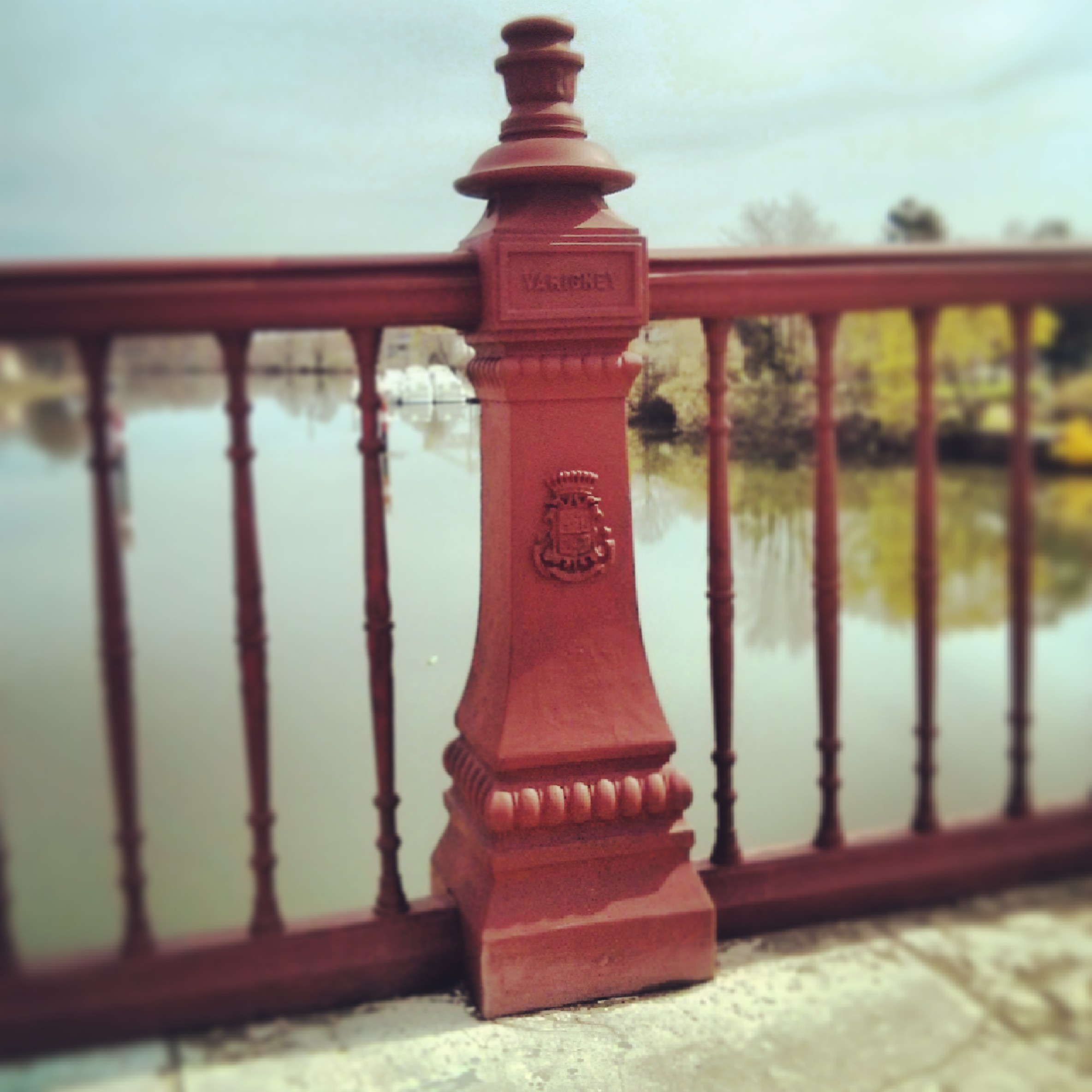
Un élément du parapet en fonte de Varigney. Longtemps peint en vert, puis en noir, la couleur rouge n'est peut être pas définitive.

Durant la seconde guerre mondiale, deux arches sont détruites. Une première fois pour ralentir l'avancée des troupes allemandes. À cette occasion, le pont suspendu[Quoi ?], le pont de Rigny et le pont des chemins de fer vicinaux sont également détruits. Ce dernier ne sera par ailleurs jamais reconstruit. Le pont de pierre est détruit une seconde fois lors de la débâcle allemande pour tenter de freiner l'avancée américaine. 

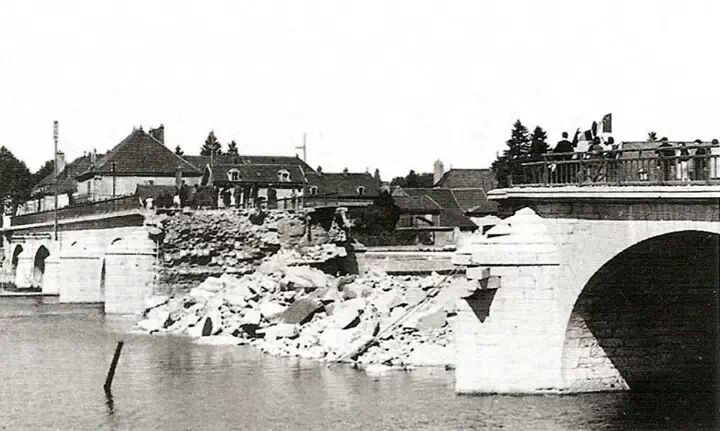
L'une des destructions au cours de la seconde guerre mondiale. Aujourd'hui ces deux arches ont été reconstruites en béton avec des motifs imitant toutefois la pierre de taille.